# Carsten Kehrein
Carsten Kehrein (* 9. Oktober 1973 in Neuwied) ist ein deutscher Glasdesigner, der sich auf die Entwicklung industriell gefertigter Trinkgläser spezialisiert hat.

## Leben
Carsten Kehrein begann 1990 seine Ausbildung an der Glasfachschule in Rheinbach. Nach seinem Abschluss führte ihn sein Berufsweg 1994 in das Designstudio der Firma Rastal GmbH & Co. KG in Höhr-Grenzhausen. Seit 2001 entwickelt er als Chefdesigner Exklusivgläser für nationale und internationale Marken – trendsetzend und prägend für die Getränkewelt. Kehrein gestaltete Gläser für Absolut, Bacardi, Lipton Ice Tea, Havana Club, Krombacher, Ramazzotti, Warsteiner, Pepsi. Für seine Kreationen hat er zahlreiche Auszeichnungen im In- und Ausland erhalten. 2011 inszenierte er auf der Bundesgartenschau in Koblenz ein Kunstobjekt aus 13.624 Trinkgläsern.

## Auszeichnungen (Auswahl)
- 1999 – Designpreis Rheinland-Pfalz, Absolut Vodka Gläser
- 2000 – Designpreis der Bundesrepublik Deutschland – Nominierung, Absolut Vodka Gläser
- 2002 – iF product design award, Absolut Vodka Gläser
- 2004 – Designpreis der Bundesrepublik Deutschland – Nominierung, Absolut Vodka Gläser
- 2005 – iF product design award, Focus Bierglas
- 2005 – iF product design award, On Ice Tumbler
- 2005 – Good Design Award des Chicago Athenaeum, Focus Bierglas
- 2006 – Designpreis der Bundesrepublik Deutschland – Nominierung, On Ice Tumbler
- 2006 – Designpreis der Bundesrepublik Deutschland – Nominierung, Focus Bierglas
- 2007 – iF product design award, Stack! Systembecher
- 2007 – iF product design award, Warsteiner Premium Cup
- 2007 – Good Design Award, Chicago Athenaeum, Stack! Systembecher
- 2007 – Designpreis Rheinland-Pfalz, Fresh Bierglas
- 2008 – Designpreis der Bundesrepublik Deutschland – Nominierung, Stack! Systembecher
- 2008 – Designpreis der Bundesrepublik Deutschland – Nominierung, Warsteiner Premium Cup
- 2008 – iF product design award, Fresh Bierglas
- 2008 – red dot design award: product design, Stack! Systembecher
- 2008 – Good Design Award, Chicago Athenaeum, Tavern Seidel
- 2009 – Designpreis der Bundesrepublik Deutschland – Nominierung, Stack! Systembecher
- 2009 – Designpreis der Bundesrepublik Deutschland – Nominierung, Fresh Bierglas
- 2009 – iF product design award, Latte Macchiato Spezialglas
- 2009 – Focus Open Silber, Design Center Stuttgart, Fresh Bierglas
- 2009 – Good Design Award, Chicago Athenaeum, Latte Macchiato Spezialglas
- 2009 – Good Design Award, Chicago Athenaeum, Fresh Bierglas
- 2010 – Designpreis der Bundesrepublik Deutschland – Nominierung, Latte Macchiato Spezialglas
- 2010 – Designpreis der Bundesrepublik Deutschland – Nominierung, Tavern Seidel
- 2010 – Good Design Award, Chicago Athenaeum, Pura Tassen
- 2010 – Good Design Award, Chicago Athenaeum, Tough Systembecher
- 2010 – Good Design Award, Chicago Athenaeum, Monaco Bierglas
- 2011 – Designpreis der Bundesrepublik Deutschland – Nominierung, Fresh Bierglas
- 2011 – Designpreis der Bundesrepublik Deutschland – Nominierung, Latte Macchiato Spezialglas